# Black (videojuego)
Black es un videojuego de disparos en primera persona desarrollado por Criterion Games y publicado por Electronic Arts. Fue lanzado para PlayStation 2 y Xbox en febrero de 2006. El jugador asume el control de Jack Kellar, un agente de operaciones encubiertas que es interrogado sobre sus misiones anteriores relacionadas con una operación terrorista. El juego involucra a los jugadores que se enfrentan a enemigos usando armas de fuego y granadas. El juego se destaca por su acción inspirada en el cine muy estilizada, así como por su calidad de sonido y su enfoque en los efectos destructivos durante el juego.
Black recibió críticas generalmente positivas tras su lanzamiento. Los críticos elogiaron la jugabilidad, el diseño de sonido y la presentación, pero criticaron la corta duración del juego y la falta de multijugador. Es considerado una obra de culto debido a su nivel de calidad en gráficos y jugabilidad para su época. A pesar del deseo de Criterion de desarrollar una secuela, las diferencias creativas con Electronic Arts terminaron finalmente con los planes para una. Como tal sucesor espiritual, Bodycount, fue creado por los mismos desarrolladores en Codemasters y lanzado en 2011. Debido a su violencia gráfica, este juego fue clasificado por ESRB como Mature (mayores de 17 años).

## Historia
Black está ambientado en Ingushetia y República de Chechenia en Rusia. El protagonista es el sargento de primera clase Jack Kellar (Marty Papazian), un miembro inadecuadamente disciplinado de una unidad de operaciones encubiertas de la CIA. El interrogador desconocido (Paul Pape) le pregunta a Kellar sobre una organización y pandilla terrorista de contrabando de armas llamada Séptima Ola que ha sido responsable de una serie de ataques terroristas y homicidios. Pronto se le muestra a Kellar que, a menos que coopere, él y sus acciones serán desclasificados, lo que significa que será condenado en una corte marcial, despedido con deshonra y encarcelado de por vida. Aunque inicialmente se resiste, Kellar accede a contar su historia.
Cuatro días antes, Kellar y su unidad militar estaban atacando un bastión de la Séptima Ola en la ciudad de Veblensk. Kellar mata a tres miembros de alto rango de la célula, pero luego desobedece las órdenes y se precipita dentro de un edificio controlado por terroristas, donde un asesino a sueldo lo embosca de repente. Sin embargo, este asesino a sueldo no causó la muerte de Kellar, y Kellar se entera de que su captor es un estadounidense, William Lennox, un exagente de trabajo húmedo de la CIA. Después de fingir su propia muerte en El Cairo, Lennox aparentemente se ha convertido en el líder y jefe de pandillas de Seventh Wave.
La próxima misión de Kellar es cruzar la frontera hacia Treneska y atravesar el Canal Vlodnik para destruir una base y un alijo de armas. Luego conoce a una mujer soldado de operaciones encubiertas llamada MacCarver (Cree Summer), la comandante del Equipo Bravo de operaciones encubiertas, después de luchar contra una ola de terroristas en una granja. Kellar y MacCarver luego se mueven para destruir una fábrica de armas en la ciudad de Nazrani. Para completar la misión, deben navegar por un antiguo cementerio y una ciudad, ambos fuertemente defendidos. Tras hacerlo, asaltan la fundición de hierro del pueblo, destruyendo su capacidad productiva. Luego conocen a un tercer miembro del equipo, Solomon.
Se enteran de que Valencio, uno de los cuatro jefes de Seventh Wave, se esconde en Tivliz Asylum. El equipo decide atacar el patio del asilo, con Keller corriendo al asilo a pesar de que Solomon protestó porque su orden era esperar. Keller encuentra a Valencio después de volar un nido de ametralladoras de concreto y lo interroga brevemente sobre la ubicación de Lennox.
Según la información recopilada de la misión, el Equipo Bravo se dirige a un astillero bien defendido, despeja el área y se conecta con el Equipo Alfa. Alpha Team, sin embargo, es destruido en una emboscada mientras Lennox escapa. Ante el desastroso resultado, se declara cancelada la operación. A pesar de esto, Kellar lidera un asalto de represalia contra el Puente Graznei antes de dejar a su equipo en las puertas del complejo de Lennox para penetrar con éxito las defensas tanto alrededor como dentro del Spetriniv Gulag. Durante el ataque, Keller desencadena una explosión resultante de la destrucción de dos barricadas de hormigón y explosiones posteriores en la última sala del búnker subterráneo, presumiblemente matando a Lennox.
Luego, el interrogador le revela a Kellar que, de hecho, las autoridades siempre habían sabido de la participación de Lennox en Seventh Wave. Kellar había actuado de manera predecible, haciendo lo que su perfil decía que haría, mientras que su búsqueda de Lennox era esperada y bienvenida, pero Lennox, de hecho, no está muerto. Se le dice a Kellar que se ha arreglado una "muerte" falsa en un accidente automovilístico para que él brinde cobertura para que pueda continuar su búsqueda de Lennox. El juego termina cuando se le dice a Kellar que se prepare para su próxima tarea.

## Jugabilidad
El modo de juego es esencialmente un juego de disparos en primera persona sencillo. Los jugadores solo pueden llevar dos armas a la vez; por lo tanto, se necesita estrategia al elegir el armamento, con armas que difieren en características. El jugador también puede llevar granadas, que se pueden lanzar sin cambiar de arma. Las minas terrestres y las granadas se pueden detonar prematuramente disparándolas.
El juego se basa en misiones, con cada misión separada por un video de escena cortada. En las dificultades más difíciles, hay más objetivos que deben completarse antes de que el jugador pueda progresar. Estos objetivos adicionales implicaban recopilar varios documentos de inteligencia, planos o destruir partes del medio ambiente. Todos estos están indicados por la cruz del HUD que cambia de color cuando el jugador apunta al objeto relevante.
Completar con éxito los objetivos de todas las misiones en todas las dificultades por encima de 'Fácil' da como resultado la concesión de Armas de plata (balas infinitas) y el desbloqueo del M16-A2 (accesorio de lanzagranadas colgante de 40 mm) como arma inicial predeterminada con granadas infinitas de 40 mm. Cuando se desbloquean, estas funciones son permanentes y no se pueden eliminar sin comenzar una nueva historia.
El juego cuenta con 4 niveles de dificultad: Fácil, Medio, Difícil y Black (este último está bloqueado, y solo puede desbloquearse al terminar el juego en Difícil).
- Fácil: Se hallan montones de botiquines en el mapa y solo se cumplen objetivos primarios. Sin recompensa.
- Medio: Hay una cantidad moderada de botiquines, se cumplen los objetivos primarios y algunos secundarios. El jugador es recompensado con las armas plateadas.
- Difícil: Modo para jugadores experimentados, pues no hay botiquines. Se cumplen los objetivos primarios y algunos secundarios (más que en Medio). El jugador es recompensado con las armas plateadas y el modo Black.
- Black: Para este modo, el jugador cuenta con un M16A2 plateado, con un lanzador de granadas incorporado. No hay botiquines y se cumplen todos los objetivos, tanto primarios como secundarios (a estos se les añaden los objetivos de destrucción). El jugador es recompensado con las armas plateadas para todos los niveles de dificultad. Éstas se encuentran hechas de plata y cuentan con munición infinita.

## Armas
Black cuenta con una gran variedad de armas que pueden ser utilizadas:
- Pistolas: DC3 Elite, Glock 19, Magnum.
- Subfusiles automáticos: MAC-10, Uzi, MP5, FN P90.
- Fusiles de asalto: AK-47, M16A2 (con lanzagranadas M203 en dificultad Black), Heckler & Koch G36.
- Francotiradores: Walther WA 2000.
- Armas pesadas: RPG-7, M249.
- Escopetas: Remington 870, SPAS-12.
- Accesorios: Lanzagranadas M203.

## Niveles
- Veblensk City Streets (Calles de Veblensk)
- Treneska Border Crossing (Cruce Fronterizo)
- Naszran Town (Ciudad Naszran)
- Naszran Foundry (Fundición Naszran)
- Tivliz Asylum (Psiquiátrico de Tivliz)
- Vratska Dockyard (Muelles de Vratska)
- Graznei Bridge (Puente Graznei)
- Spetriniv Gulag (Campo de Trabajo Spetriniv)

## Desarrollo
Criterion tenía la intención de "hacer por disparar lo que Burnout hizo por las carreras: destrozarlo", con doble énfasis en entornos destructibles y el manejo y comportamiento de las armas de fuego del mundo real. Las balas que golpean edificios, terrenos y objetos dejan daños visibles; además, las armas están renderizadas con gran detalle y precisión, aunque las características de algunas armas están estilizadas o exageradas. El énfasis en la apariencia, la función y los sonidos de las armas llevó al desarrollador a etiquetar el juego como "Gun-Porn". Otra característica notable y original es el uso de desenfoque en tiempo real durante la recarga, lo que le da profundidad de campo y más perspectiva al juego. De manera similar, cuando el jugador cae por debajo de dos barras de salud, la pantalla se vuelve en blanco y negro, el sonido del latido del corazón del personaje se convierte en el ruido dominante y el juego pasa a cámara lenta, y los motores grandes y pequeños en las almohadillas de control coinciden con el sonido. de la parte sistólica y diastólica del latido del corazón.
El juego no se desarrolló teniendo en mente una estructura de trama general y esto se implementó como una ocurrencia tardía hacia el final del desarrollo. La idea inicial para relacionar la trama en el juego provino del director de Black, Alex Ward, quien quería tener una voz en off al estilo de una reproducción de radio hablada sobre una pantalla 'negra'.

### Sonido de efectos
Haciendo hincapié en la herencia cinematográfica de acción del juego, los efectos de sonido de las armas del juego se basaron en varios sonidos de películas. Por ejemplo, Heckler & Koch MP5 de Bruce Willis en Die Hard, la pistola de Jack Bauer en 24 y la Uzi de Arnold Schwarzenegger en True Lies.
Al darse cuenta de que en el caos de un intenso tiroteo la fuerte mezcla de sonido y música produciría una cacofonía de ruido, los diseñadores de sonido desarrollaron el concepto de "coro de armas". Mientras que, tradicionalmente en un juego de disparos, a cada modelo de arma se le asigna un sonido diferente, Black le asigna a cada enemigo su propia "voz", similar a la forma en que cada miembro de un coro tendría su propia voz distinta. Por ejemplo, hay tres enemigos disparando, a uno se le asignaría una voz baja, otro una voz media y el tercero una voz alta. Esto permite que todas las armas que se disparan en una escena en particular armonicen y proporcionen un sonido distintivo para el juego. El sonido de Black fue nominado a Mejor audio en los premios BAFTA de videojuegos de 2006 y ganó Mejor arte y sonido junto con Burnout Revenge (otro juego de Criterion) en los premios Develop Industry Excellence Awards de 2006.
La música de Black fue compuesta por Chris Tilton, utilizando un tema en coautoría con el compositor ganador del Oscar Michael Giacchino. Fue grabado en el Newman Scoring Stage.

## Recepción
La versión de PlayStation 2 de Black recibió un premio de ventas "Oro" de la Entertainment and Leisure Software Publishers Association (ELSPA), lo que indica ventas de al menos 200.000 copias en el Reino Unido.
Black recibió críticas "favorables" en ambas plataformas según el agregador de reseñas de videojuegos Metacritic.
En Japón, Famitsu le dio a la versión de PS2 los cuatro ochos, para un total de 32 de 40. The Times también le dio al juego cuatro estrellas de cinco y declaró: "Como todo el juego se juega en un punto álgido, pronto encuentras espera con ansias la próxima sesión informativa de la misión, aunque solo sea para tener la oportunidad de recuperar el aliento. El único misterio para Black es por qué no hay un modo multijugador, ya que escenarios de batalla tan intensos serían excelentes combates competitivos ". El Sydney Morning Herald también le otorgó cuatro estrellas de cinco: "Se requiere poca estrategia para cada etapa, con abundantes paquetes de salud y oponentes agresivos de poca inteligencia. Pero hay muchas estrategias y el uso de la cobertura es vital". Detroit Free Press le dio a la versión de Xbox tres estrellas de cuatro y dijo: "La acción es intensa y los efectos son espléndidos, aunque la irrealidad también se aplica a los mundos en los que luchas". Sin embargo, The A.V. Club le dio al juego una C+, afirmando que valió la pena jugar durante "seis horas. Horas bastante buenas, pero aún así, The AV Club no puede enfatizar ese número lo suficiente"; y agregó: "Eso fue increíble para Doom, una descarga gratuita con 16 mapas adicionales disponibles después del registro. Pero 40 dólares por los ocho niveles de Black, sin modo multijugador y configuraciones de dificultad desbloqueables, ¿el único incentivo para volver a jugar? La pregunta es realmente si alquilar este una hermosa demostración de tecnología de gran tamaño vale todo un fin de semana".
En 2013, IGN incluyó el juego en el puesto 99 de la lista de los "100 mejores juegos de disparos".

## Futuro
En una entrevista, el cocreador y diseñador Stuart Black reveló que los planes para una secuela estaban en marcha, pero ahora se descartaron debido a diferencias con Electronic Arts. Stuart Black y muchos de los desarrolladores de Black trabajaron en el Bodycount ahora lanzado; un sucesor espiritual del juego que, desarrollado por Codemasters, se lanzó para PlayStation 3 y Xbox 360 durante el tercer trimestre de 2011.